# 柬埔寨宗教
柬埔寨宗教（2010）

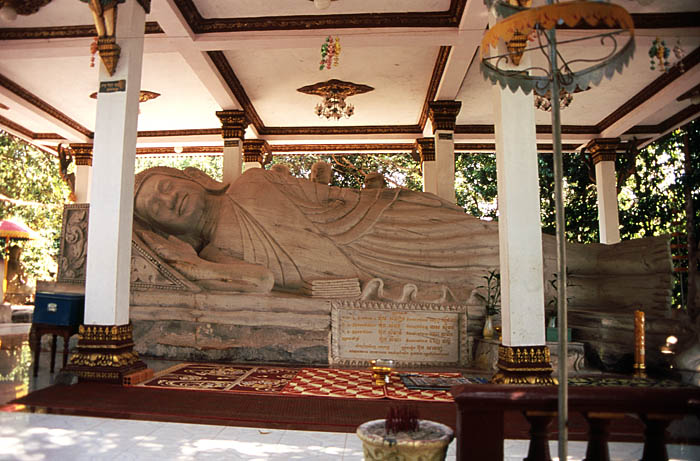
柬埔寨一座佛寺內的臥佛

佛教是柬埔寨的官方宗教，大約有97％的柬埔寨公民信奉上座部佛教，其餘信奉伊斯蘭教，基督宗教和泛靈論。

## 佛教
在公元五世紀以前，佛教在柬埔寨已經存在，而上座部佛教一直是柬埔寨國教自公元13世紀至今（除了紅色高棉期間），目前估計信仰人口有97％的宗教。柬埔寨的佛教歷史跨越了兩千多年，歷經了幾個連續的王國和帝國。佛教透過兩個不同的方式傳入柬埔寨。佛教最早傳入的形式，是與印度教一同影響柬埔寨，由印度商人傳入扶南王國。第二次影響是在高棉帝國時期。在高棉歷史上的第一個千年時期，柬埔寨由信奉印度教的國王統治，中間也有信仰佛教國王的出現，如Jayavarman一世和Suryvarman一世。

## 印度教

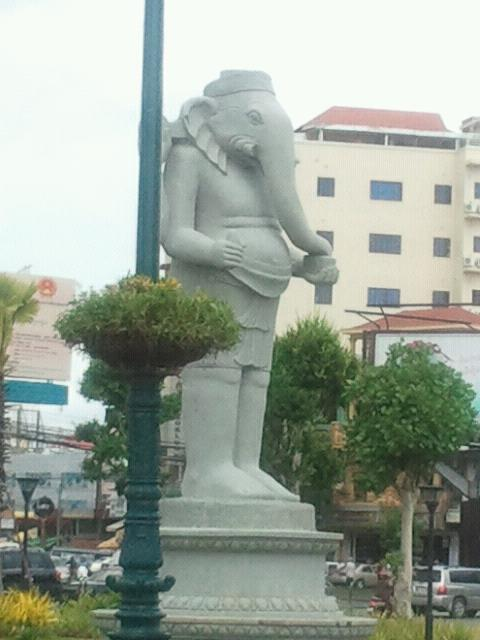
金邊的象頭神雕像

柬埔寨在扶南王國開始時受到印度教的影響。印度教是高棉帝國的官方宗教之一。柬埔寨是世界上唯一有兩座梵天寺廟的國家。柬埔寨吳哥窟是世界上最大的印度教寺廟。

## 伊斯蘭教
柬埔寨穆斯林大多數是占族和馬來族，在紅色高棉統治期間，穆斯林曾遭受迫害。

## 基督宗教
基督宗教第一次在柬埔寨傳教是在1555-1556年由葡萄牙道明會傳教士Gaspar da Cruz至柬埔寨地區，但幾乎沒人受洗成為基督徒。19世紀法國殖民時期，基督宗教在該國影響力還是很小。1972年，柬埔寨大概有兩萬名基督徒，其中大部分屬於羅馬天主教。在1970年和1971年遣返越南之前，柬埔寨可能有多達6.2萬名基督徒居住。據梵蒂岡統計，1953年柬埔寨羅馬天主教會信徒達12萬人，成為當時的第二大宗教；估計約有5萬名天主教基督徒是越南人。
1972年留在柬埔寨的許多天主教基督徒是歐洲人——主要是法國人， 在信奉天主教的柬埔寨人中，大多數有歐裔白人血統。自1990年代以來，各種基督新教教派都有顯著增長。據目前估計，基督徒佔柬埔寨人口的2-3％。柬埔寨約有2萬名天主教基督徒，佔總人口的0.15％。沒有任何教區，但是有三個管轄區 ——一個宗座代牧區和兩個宗座監牧區。耶穌基督後期聖徒教會在柬埔寨的信徒人數不斷增加。耶穌基督後期聖徒教會傳教士Gordon B. Hinckley於1996年5月29日在柬埔寨傳教。

## 猶太教
柬埔寨有一個小型的猶太人社群，人數一百多人。